# Avvistamento di North Bergen
Per avvistamento di North Bergen si intende un avvistamento di UFO verificatosi nel gennaio del 1975 a North Bergen nei pressi del North Hudson Park. È conosciuto anche come avvistamento di North Hudson Park o anche come incidente UFO di Stonehenge, dal nome di un complesso residenziale adiacente al North Hudson Park. 

## Cronologia degli eventi
Il 12 gennaio 1975 alle ore 2.45 circa George O'Barski, di professione commerciante, stava attraversando di notte con la sua auto il North Hudson Park per rincasare. Secondo il suo racconto, egli sentì all'improvviso dei disturbi alla radio. Poco dopo vide un UFO che sorvolò la propria auto. L'oggetto, di forma circolare e con un diametro di circa 9 metri, si fermò 100 metri più avanti, restando sospeso a circa due metri dal suolo. Dall'UFO calò una scaletta, da cui scesero alcuni piccoli umanoidi che raccolsero campioni di terreno e risalirono a bordo, quindi l'UFO si sollevò in volo e sparì. L'indomani all'alba il commerciante si recò sul luogo dell'avvistamento e vide diverse piccole buche nel terreno. 
Qualche mese dopo, O'Barski raccontò l'accaduto ad un proprio conoscente, Budd Hopkins, che si interessava di ufologia. Hopkins cominciò ad investigare e riuscì a trovare un altro testimone, il portiere notturno del complesso residenziale Stonehenge (situato vicino al parco) che riferì di avere visto un UFO nella stessa data in quella zona del North Hudson Park. Hopkins scrisse un articolo sulla vicenda, che venne pubblicato sul settimanale The Village Voice nel marzo del 1976. Successivamente, Hopkins ha parlato dell'avvistamento nel suo libro Missing time.